# ماتيا ماسييرو
ماتيا ماسييرو (بالإيطالية: Mattia Masiero)‏ هو لاعب كرة قدم إيطالي في مركزي ظهير ‏ والدفاع، ولد في 18 أكتوبر 1986 في فالداجنو في إيطاليا. لعب مع نادي أنكونا ونادي برو باتاريا ونادي تورينو.